# Windmolen van Smeiersmark
De Windmolen van Smeiersmark was een houten korenwindmolen gelegen in Sint-Pieters-Kapelle, een deelgemeente van Pajottegem.

## Historiek
De molen werd in 1827 gebouwd (aanvraag bij de gemeente daterend van 29 november 1823) in hout door landbouwer Pierre Jospeh Lepers. Na een brand in 1863 werd hij vervolgens in steen herbouwd in 1865. De eigenaars waren toen Lepers en Clerebaut.
Zowel op de Atlas der Buurtwegen als op de kaart van Ph. Vandermaelen (1850) is de molen aangeduid.
In 1868 werd de molen opnieuw verkocht, waarna de stenen molen in 1882 definitief verdween.

### De molen als verdwenen molenerfgoed
De locatie van de molen werd in 2019 opgenomen als verdwenen molenerfgoed en ontsloten via een wandel- en fietsroute langsheen bestaande en verdwenen molens in het Pajottenland.